# Пельман, Карл
Карл Вильгельм Пельман (нем. Karl Wilhelm Pelman, 24 января 1838, Бонн, Германия — 21 декабря 1916, Бонн) — немецкий психиатр.

## Биография
Образование получил в Боннском университете, затем стажировался врачом-помощником в терапевтической клинике Нассе в Зигбурге. В 1860 году получил докторскую степень.
В июле 1867 года вместе с Нассе основал психиатрическую ассоциацию Рейнской области (нем. Psychiatrischer Verein der Rheinprovinz).
С 1876 года К.Пельман состоял директором психиатрической больницы в Дюссельдорфе.
Автор ряда журнальных публикации преимущественно по практическим вопросам психиатрии и администрации такого рода заведений .